# Sân bay quốc tế Exuma
Sân bay quốc tế Exuma (IATA: GGT, ICAO: MYEF) is một sân bay ở tây bắc George Town, trên đảo Đạt Exuma của quận Exuma, Bahamas. Sân bay này có một đường băng dài 2149 m bề mặt nhựa đường.

## Các hãng hàng không
Hiện có các hãng hàng không sau đang hoạt động tại sân bay này:
- American Airlines
  - American Eagle (Miami)
- Bahamasair (Nassau)
- Continental Airlines
  - Continental Connection được cung ứng bởi Gulfstream International Airlines (Fort Lauderdale)
- Delta Air Lines
  - Delta Connection được cung ứng bởi Atlantic Southeast Airlines (Atlanta)
- Lynx Air International (Fort Lauderdale)
- Sky Bahamas (Nassau)
- Sky Unlimited (Nassau)
- US Airways
  - US Airways Express được cung ứng bởi PSA Airlines (Charlotte [theo mùa])